# Vereenigde Nederlandsche Scheepvaart Maatschappij S-Klasse

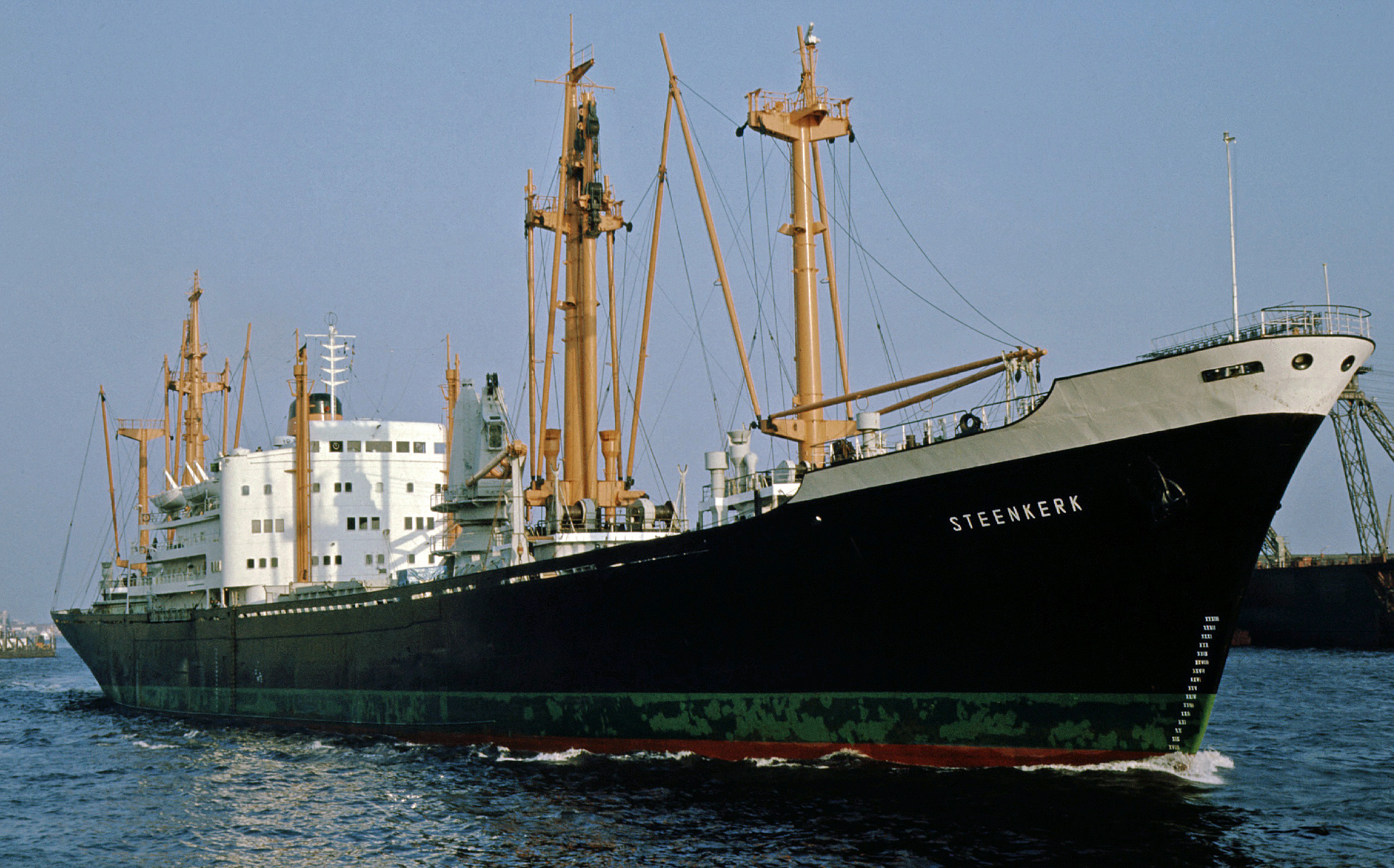
Die verlängerte Steenkerk (mit zusätzlichem Kran) 1974 in Hamburg

Die „S“-Klasse der  niederländischen Reederei Vereenigde Nederlandsche Scheepvaart Maatschappij war eine aus neun Stückgutschiffen bestehende Schiffsklasse.

## Geschichte

### Bau
Der Schiffstyp wurde in den Jahren 1960 bis 1962 von den Werften P. Smit Jr. in Rotterdam, C. van der Giessen & Zonen in Krimpen aan den IJssel und Nederlandsche Dok en Scheepsbouw Maatschappij in Amsterdam für den Liniendienst der VNS gebaut. Am 30. Dezember 1960 konnte die Reederei das Typschiff Serooskerk von der Werft P. Smit Jr. übernehmen. 1962 wurde das letzte Schiff des Quintetts, die Schiekerk abgeliefert. Die Smit-Bauten Serooskerk und Simonskerk waren etwas größer vermessen, als die restlichen Schiffe. Eine Besonderheit bildete auch die Sloterkerk, die gemeinschaftlich mit den Reedereien Koninklijke Paketvaart Maatschappij (KPM) und Nederlandse Tank & Paketvaart Maatschappij besessen, aber im VNS-Dienst eingesetzt wurde.

### Einsatz bei der VNS
Die Schiffe wurden von Europa auf den Fernrouten nach Ostasien, Australien, Ost- und Südafrika eingesetzt. In der Hauptsache bestand die Ladung aus Stückgütern aller Art, auch wurden einzelne Schwergutladungen übernommen und nennenswerte Zahlen an Passagieren befördert. Die Schiffe gingen bei der Fusion am 20. Januar 1970 mit den Reedereien Stoomvaart Maatschappij „Nederland“, Koninklijke Rotterdamsche Lloyd und Koninklijke Java-China-Paketvaart Lijnen in das gemeinsame Eigentum der neuen Nederlandsche Scheepvaart Unie (NSU) über.

### Spätere Karriere
1969/70 wurden einige Schiffe bei der Werft Wilton-Fijenoord um einen zusätzlichen Containerladeraum verlängert, um sie den veränderten Rahmenbedingungen in der Linienfahrt anzupassen. Einige Schiffe wurden zwischen 1973 und 1977 zur Reederei Koninklijke Java-China-Paketvaart Lijnen (KJCPL) abgegeben. 1981 wurden zwei Schiffe an die Reederei Saudi Europe Lines Pty. aus Djeddah veräußert und 1983 erwarben auch die Pacific International Lines aus Singapur und die Reederei Premier Shipping Nav. aus Panama je ein Schiff der Baureihe. Die verbliebenen Schiffe dienten bis 1983/84 ohne weitere Verkäufe bei Nedlloyd und wurden dann zur Verschrottung veräußert. Die Schiffe der Zweiteigner blieben geringfügig länger in Fahrt und wurden dann ebenfalls abgebrochen.

## Technik
Merkmale der Baureihe waren, neben der leistungsfähigen Antriebsanlage mit Hauptmotoren von Stork (10.600 PS) und Smit-B&W (11.250 PS), die vielseitigen Ladungseinrichtungen. So waren alle Schiffe beim Bau mit herkömmlichen Ladebäumen und mit einem 120-Tonnen-Schwergutgeschirr zur Übernahme von Schwergut ausgerüstet. Weitere Ladungseinrichtungen nach den Umbauten waren zwei Bordkräne die im Mittschiffsbereich zum Containerumschlag dienten.

## Die Schiffe
| Die VNS „S“-Klasse | Die VNS „S“-Klasse | Die VNS „S“-Klasse | Die VNS „S“-Klasse    | Die VNS „S“-Klasse | Die VNS „S“-Klasse   | Die VNS „S“-Klasse                                                                                       | Die VNS „S“-Klasse |
| ------------------ | ------------------ | ------------------ | --------------------- | ------------------ | -------------------- | --- | ------------------ |
| Name               | Stapellauf         | Ablieferung        | Bauwerft / Baunummer  | Vermessung         | Antrieb              | Umbenennungen und Verbleib                                                                               |                    |
| Serooskerk         | 03.09.1960         | 1960               | P. Smit Jr. / 634     | 9820 BRT           | Smit-B&W Dieselmotor | 1977 Nedlloyd Serooskerk, 1981 Saudi Eagle Abbruch 1984 in Shanghai                                      |                    |
| Simonskerk         | 25.01.1961         | 1961               | P. Smit Jr. / 635     | 9821 BRT           | Smit-B&W Dieselmotor | 1977 Nedlloyd Simonskerk, 1981 Saudi Falcon Abbruch 1984 in China                                        |                    |
| Steenkerk          | 11.03.1961         | 1961               | van der Giessen / 804 | 8292 BRT           | Stork Dieselmotor    | 1970 verlängert, 1977 Nedlloyd Steenkerk, Abbruch 1983 in Inchon                                         |                    |
| Streefkerk         | 17.12.1960         | 1961               | N.D.S.M. / 495        | 8309 BRT           | Stork Dieselmotor    | 1969 verlängert, 1977 Nedlloyd Streefkerk, Abbruch 1983 in Kaohsiung                                     |                    |
| Sloterkerk         | 09.05.1961         | 1961               | P. Smit Jr. / 636     | 8495 BRT           | Smit-B&W Dieselmotor | 1973 Straat Fukuoka, 1977 Nedlloyd Fukuoka Abbruch 1984 in Kaohsiung                                     |                    |
| Servaaskerk        | 17.11.1961         | 1962               | van der Giessen / 808 | 8288 BRT           | Smit-B&W Dieselmotor | 1970 verlängert, 1973 Straat Forcades, 1978 Nedlloyd Forcades, 1983 New Horse, Abbruch 1985 in Zhongshan |                    |
| Sinoutskerk        | 03.04.1962         | 1962               | van der Giessen / 812 | 8287 BRT           | Stork Dieselmotor    | 1970 verlängert, 1977 Nedlloyd Sinoutskerk, Abbruch 1983/84 in Kaohsiung                                 |                    |
| Spaarnekerk        | 24.07.1962         | 1962               | P. Smit Jr. / 639     | 8305 BRT           | Smit-B&W Dieselmotor | 1970 verlängert, 1977 Nedlloyd Spaarnekerk, Abbruch 1984 in Kaohsiung                                    |                    |
| Schiekerk          | 21.11.1961         | 1962               | P. Smit Jr. / 637     | 8289 BRT           | Smit-B&W Dieselmotor | 1970 verlängert, 1973 Straat Fresco, 1978 Nedlloyd Fresco, 1983 Kota Wisata, Abbruch 1986 in Xingang     |                    |